# Godshuizen (Lier)

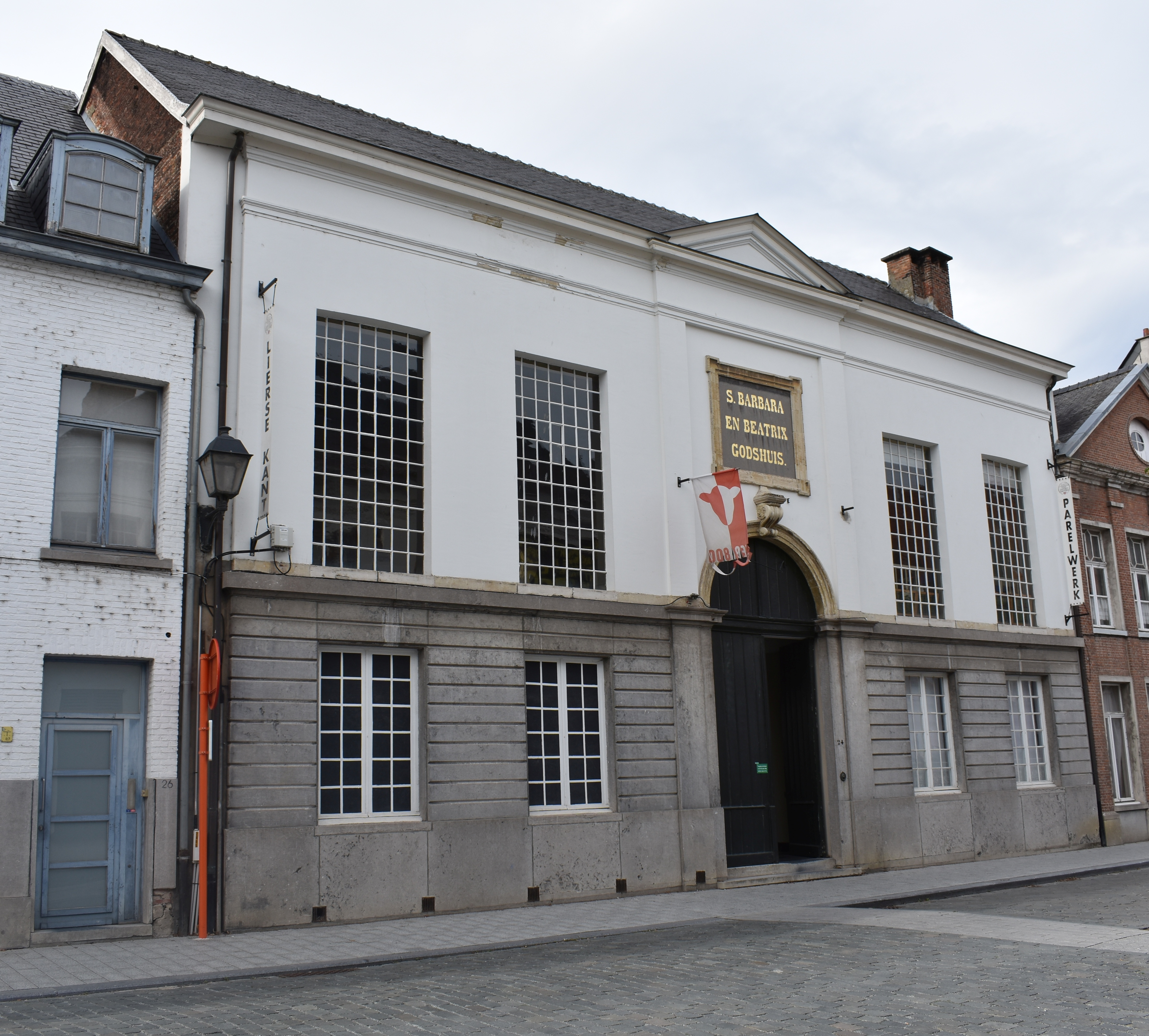
Toegangsgebouw

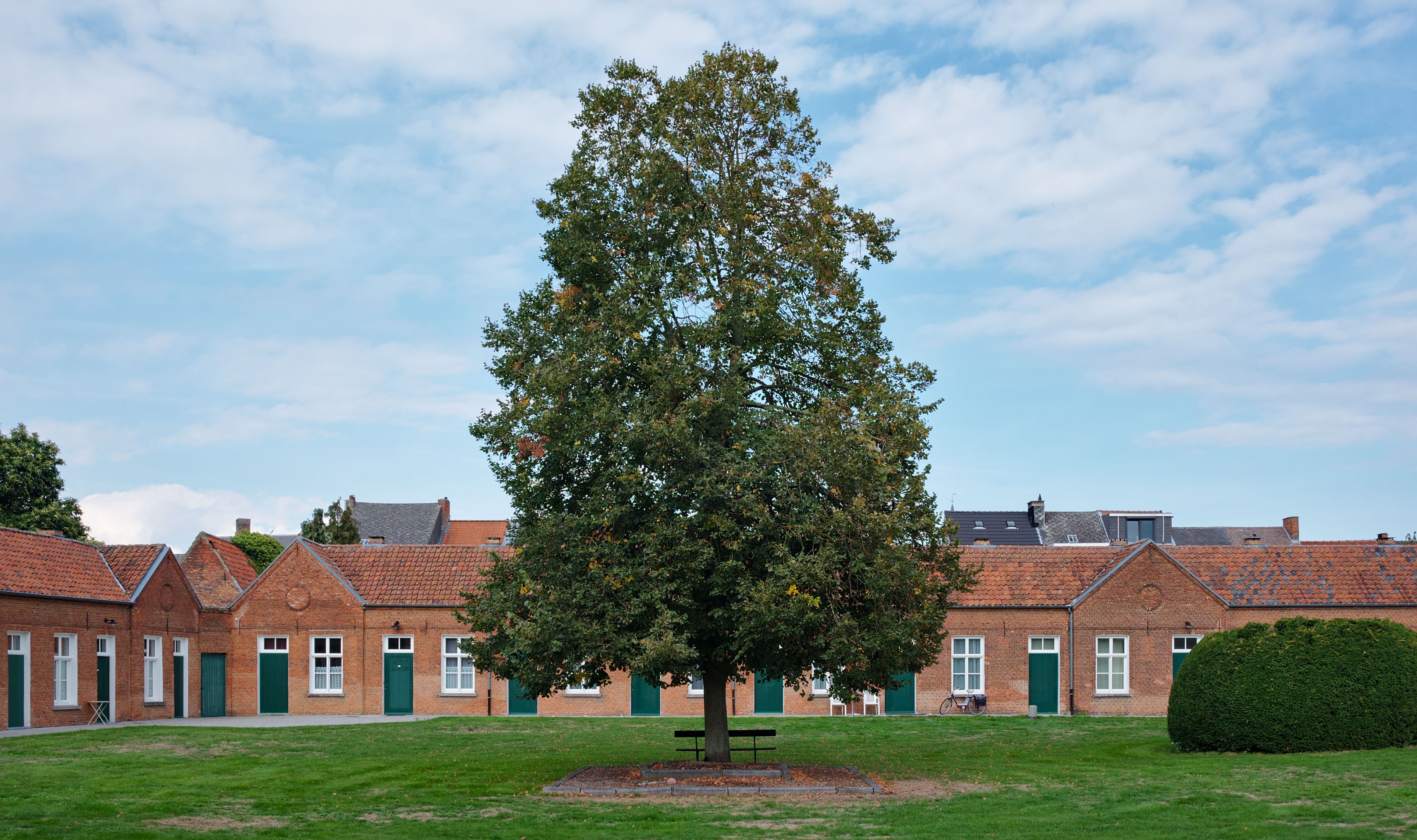
Huisjes

De Godshuizen zijn een hofje in de Antwerpse stad Lier, gelegen aan Begijnhofstraat 14 en 24.

## Geschiedenis
In 1588 werd het Sint-Annagodshuis (later: Sint-Joachim-en-Annagodshuis) voor arme echtparen gesticht door Gommaer Baeck en gelegen aan de Kluizestraat. In 1613 werd dit verplaatst naar de Begijnhofstraat. Aanvankelijk bestaande uit 6 huizen werd het in 1732 uitgebreid met nog 3 huizen en een ziekenzaal. In 1794 kwam er nog een huisje bij.
In 1847 werd ook het Sint-Beatrixgodshuis gesticht, voor 12 oude vrouwen. In 1851 werd dit nog uitgebreid en in 1863-1865 werd het verenigd met het Sint-Joachim-en-Annagodshuis. De Sint-Joachimkapel werd afgebroken en de Sint-Barbara en Sint-Beatrixkapel werd het gebedshuis van het hofje.

## Hofje
Het hofje bestaat uit 45 éénkamerwoningen. De huisjes zijn in U-vorm om een centrale binnentuin gebouwd, en deze bevat nog een Lourdesgrot. De nummers 41 t/m 45 staan centraal in deze tuin.
Het hofje is toegankelijk via de huisnummers 14 (ingang Sint-Joachim en Annagodshuis) en 24 (ingang Sint-Barbara en Beatrixgodshuis). De huisjes zijn van omstreeks 1848.
Er is een sobere éénbeukige kapel in neoclassicistische stijl. In de kapel bevindt zich een altaarstuk dat de heiligen Joachim en Anna verbeeldt. Ook is er een schilderij dat de stichter Gommaer Baeck verbeeldt, met daarbij het gedicht:
Ick Gommaer baeck out
XXXIX Jaer vaer mijn onthouwen
heeft die doot aen mij haer werk gewracht
maer tot een godts huys va les paes ou mans e vrouwen
heb ick mijn goet gelaten zijnde wel bedacht
waer door ick hier naermaels Godts glorie verwacht.